# Ex badia di San Paolo di Razzuolo
L'ex badia di San Paolo di Razzuolo si trova nel comune di Borgo San Lorenzo.

## Storia e descrizione
Nei primi anni del secondo millennio san Giovanni Gualberto fondò numerosi edifici religiosi che ospitarono eremiti, tra cui, il terzo da lui fondato, fu il monastero con la chiesa di Razzuolo, tra il 1035 e il 1047, che ospitò il beato Teuzzone e i monaci dell'ordine vallombrosano. La presenza di un gruppo monastico è confermata da due bolle papali del 1115 e del 1198. I monaci si dedicarono al lavoro dei campi nonché all'allevamento di ovini con produzione di formaggi, modificando l'economia del territorio, rendendo migliore la vita agli abitanti della zona.
La chiesa fu soppressa nel 1782 e poi radicalmente manomessa. Vi è ricordata per una Immagine del Santissimo Crocifisso, risalente all'epoca del fondatore. Della chiesa, tagliata dal passaggio della via Faentina, resta la parte centrale, anche se invertita nell'orientamento, come si può vedere dal bel portale in pietra, oggi dietro l'altare.